# Ecoensemble Trio
Das Trio Ecoensemble ist ein italienisches Kammermusikensemble aus Ferrara. Bis 2014 veröffentlichte es zwei Studioalben sowie Livestreams in Zusammenarbeit mit Preludio Stream Concerts auf YouTube.

## Diskografie
- Trio Ecoensemble (2012, La Bottega Discantic)
- Ecoensemble Trio (2004, Eurarte)